# La Clef des secrets

La Clef des secrets (Forbidden Secrets) est un téléfilm américano-canadien réalisé par Richard Roy et diffusé le 26 septembre 2005 sur Lifetime.

## Synopsis
En train de traverser un divorce difficile de son mari, un homme d'affaires dominateur, Alexandra s'installe dans sa maison d'enfance et est forcée de réexaminer les circonstances du meurtre de sa tante, tuée par sa mère, en état de démence, des années plus tôt. Alors qu'une séries de bizarres et inquiétants incidents poussent Alexandra à enquêter sur son passé, elle se trouve de plus en plus en danger quand le passé vient la hanter.

## Fiche technique
- Titre québécois : La Noyade
- Réalisation : Richard Roy
- Scénario : Karen Craig
- Société de production : Incendo Productions
- Durée : 88 minutes
- Pays : États-Unis, Canada

## Distribution
- Kristy Swanson : Alexandra Kent Lambeth
- David Kelly : Mike Stanheight
- Christopher Bondy : Sam Bradburn
- Charles Powell : Dan Lambeth
- Marianne Farley : Gina Matthews
- Jude Beny : Evelyn Kent
- Jessica Williams : Alexandra jeune
- Richard Jutras : Ed
- Danette Mackay : Judith Kent
- Louis Mercier : Infirmier Bill
- Michel Perron : Officier de police
- Ivan Smith : J.J. le portier
- Janique Kearns : Infirmière
- Pierre Lenoir : Inspecteur
- Howard Bilerman : Jacob Anderson
- Lila Bata-Walsh : Lucy
- Cate Link : Evelyn Kent jeune
- Nick Baillie : Sam jeune